# Средняя бурозубка
Средняя бурозубка (Sorex caecutiens) — широко распространённый вид землероек-бурозубок Евразии, населяющий таёжные леса.

## Описание
Длина тела 58—77 мм, длина хвоста 36—42 мм, масса тела 4,0—8,5 г. Зубы мелкие, островершинные, слабо пигментированные. Из промежуточных зубов 1-й и 2-й немного крупнее 3-го и 4-го, 5-й мелкий. Окраска меха у перезимовавших особей двухцветная, чепрачность окраски не выражена. Окраска спины и боков варьирует от коричневой до тёмно-серой, брюшко серовато-белое. В кариотипе 42 хромосомы. Число плеч хромосом 68—70. Самцы обладают резким специфическим запахом, отличающим их от других таежных видов землероек.

## Ареал
Распространена в зоне тайги от Финляндии, северной Швеции и Норвегии до бассейна реки Анадырь. Заселяет острова Сахалин (Россия) и Хоккайдо (Япония), проникает в горные районы Корейского полуострова. В Китае встречается в северных частях Маньчжурии и Синьцзяна (находки юге Синьцзян-Уйгурского автономного района сомнительны). Описанный британским зоологом О. Томасом в 1912 из китайской провинции Ганьсу подвид Sorex caecutiens cansulus в настоящее время рассматривается как самостоятельный вид. В Монголии средняя бурозубка найдена в таежных лесах Хангая и Хэнтея. В Казахстане встречается в лесном поясе Алтая и Саура, отмечена на Тарбагатае. Заходит на крайний северо-восток Павлодарской области и к северу от Петропавловска. Сообщение о встрече в центральной Украине нуждается в дополнительном подтверждении.

## Образ жизни
Предпочитает леса таёжного типа с хорошо развитым моховым покровом. Ведет одиночный образ жизни. Площадь индивидуального участка до 1500 кв. м. Поедает главным образом беспозвоночных с мягкими покровами (паукообразных, проволочников и др.), в зимний рацион входят также семенах хвойных. Размножается, как правило, летом. За один сезон приносит 3-4 помёта по 4-7 детёнышей. К размножению обычно приступает на 2-м году жизни. Продолжительность жизни 14-16 месяцев. Один из наиболее многочисленных среди таёжных видов бурозубок. Имеет большое биоценотическое значение как один из основных потребителей почвенных беспозвоночных.